# Aromobates serranus
Aromobates serranus är en groddjursart som först beskrevs av Jaime E. Péfaur 1985.  Aromobates serranus ingår i släktet Aromobates och familjen Aromobatidae. IUCN kategoriserar arten globalt som starkt hotad. Inga underarter finns listade i Catalogue of Life.